# Ferar Kluż
Ferar Kluż – rumuński klub piłkarski, mający siedzibę w mieście Kluż-Napoka w północno-zachodniej części kraju.

## Historia
Chronologia nazw:
- 1907: Kolozsvári Atlétikai Club (Kolozsvári AC)
- 1919: Clubul Atletic Cluj (CA Cluj)
- 1940: Kolozsvári Atlétikai Club (Kolozsvári AC)
- 1945: Ferar KMSE (węg. Kolozsvári Vasas)
- 1948: klub rozformowano - po fuzji z CFR Cluj

Piłkarski klub Kolozsvári Atlétikai Club został założony w Klużu-Napoce (węg. Kolozsvár) w 1907 roku, kiedy miasto należało do Austro-Węgier i nosiło węgierską nazwę. W 1907 startował w regionalnych mistrzostwach. 1 grudnia 1918 proklamowano powstanie zjednoczonej Rumunii, która przejęła z rąk węgierskich Siedmiogród i klub zmienił nazwę na rumuński Clubul Atletic Cluj. Od 1920 uczestniczył w rozgrywkach regionalnych mistrzostw Rumunii. W 1934 startował w Divizia B, gdzie zajął 7.miejsce. W sezonie 1935/36 spadł do Divizia C.
30 sierpnia 1940, na mocy drugiego arbitrażu wiedeńskiego (niem. Zweiter Wiener Schiedsspruch) zmuszona przez Niemcy i Włochy Rumunia zwróciła Węgrom północną Kriszanę, Marmarosz oraz znaczną część Siedmiogrodu. Klub ponownie przyjął węgierską nazwę Kolozsvári AC (KAC). W sezonie 1940/41 debiutował w węgierskiej Nemzeti Bajnokság II i awansował do Nemzeti Bajnokság I, w której grał przez 3 sezony, gdyż w latach 1940–1944 do Węgier należała część Siedmiogrodu. W lidze węgierskiej, zdobył brązowe medale mistrzostw kraju oraz dotarł do finału Pucharu Węgier.
Po przyłączeniu miasta do Rumunii, ponownie zmienił nazwę tym razem na Ferar KMSE. W sezonie 1946/47 startował w Divizia A, zajmując 6.miejsce. W następnym sezonie 1947/48 w rundzie wiosennej połączył się z lokalnym rywalem CFR Cluj oddając jemu miejsce w lidze. Po fuzji klub został rozwiązany.

## Sukcesy

### Trofea międzynarodowe
Nie uczestniczył w rozgrywkach europejskich (stan na 31-05-2016).

### Trofea krajowe
| \| \| Zdobyte trofea w rozgrywkach Rumunii (stan na: 31-03-2017) \| |                                                            |      |          |
| Rozgrywki                                                           | Osiągnięcie                                                | Razy | Sezon(y) |
| Mistrzostwo                                                         | I miejsce                                                  | 0    |          |
| Mistrzostwo                                                         | II miejsce                                                 | 0    |          |
| Mistrzostwo                                                         | III miejsce                                                | 0    |          |
| Mistrzostwo                                                         | 6.miejsce                                                  | 1    | 1946/47  |
| Puchar                                                              | zdobywca                                                   | 0    |          |
| Puchar                                                              | finalista                                                  | 0    |          |
| II liga                                                             | I miejsce                                                  | 0    |          |
| II liga                                                             | II miejsce                                                 | 0    |          |
| II liga                                                             | III miejsce                                                | 0    |          |
| Rumunia                                                             | Zdobyte trofea w rozgrywkach Rumunii (stan na: 31-03-2017) |      |          |

| \| \| Zdobyte trofea w rozgrywkach Węgier (stan na: 31-03-2017) \| |                                                           |      |          |
| Rozgrywki                                                          | Osiągnięcie                                               | Razy | Sezon(y) |
| Mistrzostwo                                                        | I miejsce                                                 | 0    |          |
| Mistrzostwo                                                        | II miejsce                                                | 0    |          |
| Mistrzostwo                                                        | III miejsce                                               | 1    | 1943/44  |
| Puchar                                                             | zdobywca                                                  | 0    |          |
| Puchar                                                             | finalista                                                 | 1    | 1944     |
| II liga                                                            | I miejsce                                                 | 0    |          |
| II liga                                                            | II miejsce                                                | 0    |          |
| II liga                                                            | III miejsce                                               | 1    | 1940/41  |
| Węgry                                                              | Zdobyte trofea w rozgrywkach Węgier (stan na: 31-03-2017) |      |          |

## Stadion
Klub rozgrywał swoje mecze domowe na stadionie Ferar w Klużu-Napoce, który może pomieścić 1000 widzów.